# Der Schweinehirt

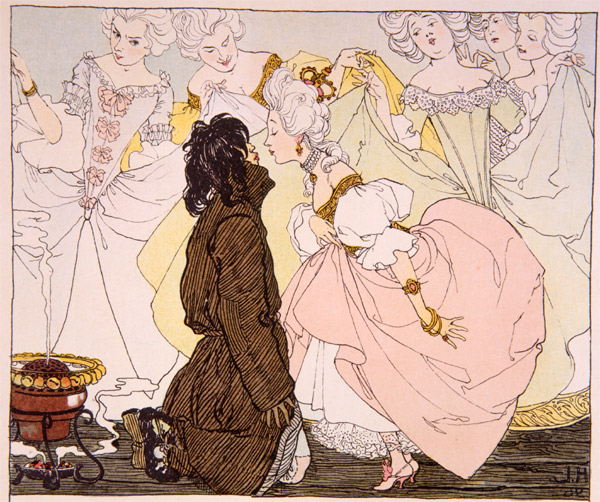
Illustration von Heinrich Lefler, Wien 1897

Der Schweinehirt  (dänisch Svinedrengen) ist ein Kunstmärchen von Hans Christian Andersen. Es entstand etwa 1841 und war 1844 Teil der Märchensammlung Nye Eventyr (dänisch, zu deutsch „Neue Märchen“).
Ein Schweinehirt lebte am unteren Rande der dörflichen Gesellschaft.

## Inhalt

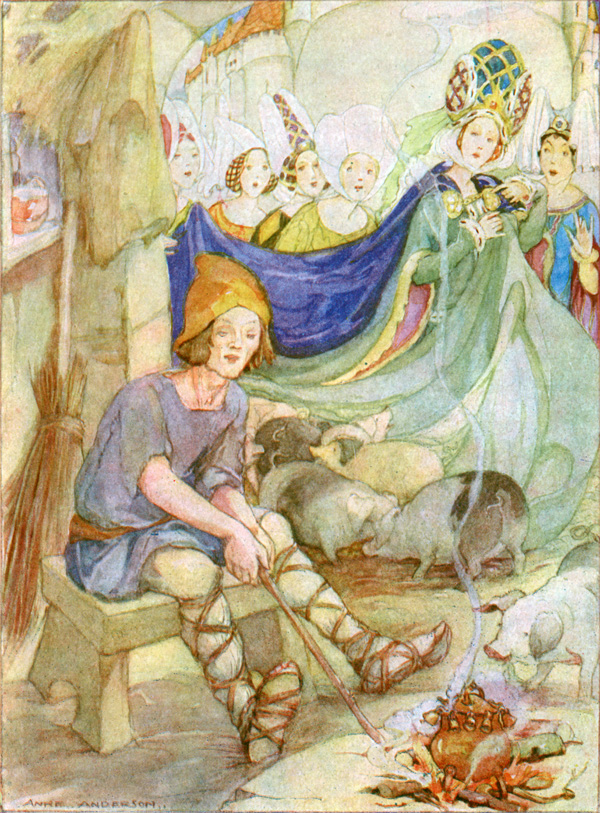
Illustration von Anne Anderson (1924)

Ein armer Prinz hat ein kleines Königreich. Er sucht eine Prinzessin, die er heiraten kann. Am Grab seines Vaters wächst ein Rosenstrauch, der jedes fünfte Jahr eine einzige Blüte hervorbringt, die so gut duftet, dass man seinen Kummer vergisst. Zudem besitzt er eine Nachtigall, die wunderschön singen kann.
Diese beiden Kostbarkeiten schickt er einer Prinzessin in silbernen Behältern zu. Die Prinzessin freut sich, weil sie annimmt, dass es sich dabei um kunstvoll gefertigtes Spielzeug handelt. Als sie aber merkt, dass Rosenstrauch und Nachtigall echt sind, ist sie enttäuscht und will den Prinzen nicht sehen.
Der Prinz lässt sich nicht entmutigen und bittet verkleidet den Kaiser um Arbeit. Der Kaiser gibt ihm den Posten des Schweinehirten. Am Abend fertigt er einen Topf, der, wenn Wasser gekocht wird, die Melodie spielt:
„Ach, du lieber Augustin,
alles ist hin, hin, hin!“
Die Prinzessin schickt eine Hofdame, die erfragen soll, wie viel das Instrument koste. Der Prinz verlangt zehn Küsse von der Prinzessin, die er nach anfänglicher Verweigerung auch erhält.
Am nächsten Tag fertigt der Schweinehirt ein Instrument, aus dem alle Walzer und Tanzlieder erklingen. Diesmal muss die Prinzessin dem Schweinehirten 100 Küsse geben.
Als der Kaiser dies bemerkt, müssen die Prinzessin und der Schweinehirt sein Kaiserreich verlassen. Die Prinzessin weint und der Schweinehirt offenbart sich nun in seiner Prinzenkleidung. Dann kehrt der Prinz in sein Reich zurück, lässt aber die Prinzessin vor dem Tor stehen. Sie singt traurig das Lied:
„Ach, du lieber Augustin,
alles ist hin, hin, hin!“

## Kunstmärchen
Andersen prangert hier wie auch im hässlichen Entlein den Hochmut und die Arroganz der besser gestellten Gesellschaft an. Er verzichtet bei seinen Kunstmärchen oft auf einen alles versöhnenden Schluss. Hier lässt der Prinz die Prinzessin vor dem Tore stehen und es schließt mit den Worten „Ich bin dahin gekommen, dich zu verachten!“ sagte er. „Du wolltest keinen ehrlichen Prinzen haben! Du verstandest dich nicht auf die Rose und die Nachtigall, aber den Schweinehirten konntest du für eine Spielerei küssen. Das hast du nun dafür!“ Und dann ging er in sein Königreich hinein; da konnte sie draußen singen… 

## Verfilmungen
- 1953: Die Prinzessin und der Schweinehirt – BR Deutschland, Regie: Herbert B. Fredersdorf
- 1963: Der Schweinehirt – DDR, DEFA-Animationsfilm, Regie: Monika Anderson
- 1968: Ein uraltes Märchen (Старая, старая сказка) – UdSSR, Märchenfilm nach Motiven mehrerer Märchen von Hans Christian Andersen, Regie: Nadeschda Koschewerowa
- 1971: Der Schweinehirt, Folge 34 nach Motiven mehrerer Märchen von Hans Christian Andersen, aus der japanischen Anime-Serie Pixi im Wolkenkuckucksheim
- 1977: Die Prinzessin auf der Erbse (Принцесса на горошине) – UdSSR, Märchenfilm nach Motiven mehrerer Märchen von Hans Christian Andersen, Regie: Boris Ryzarew
- 2003: WunderZunderFunkelZauber – Die Märchen von Hans Christian Andersen, dänische Zeichentrickserie, Folge 12: Der Schweinehirt
- 2017: Der Schweinehirt – Deutschland, Märchenfilm der 10. Staffel aus der ARD-Reihe Sechs auf einen Streich, Regie: Carsten Fiebeler

## Hörspiel/Hörbuch
- LP/CD Die wilden Schwäne – Der Schweinehirt. Schallplattenbearbeitung: Thomas Brasch, Regie: Edgar Kaufmann, Barbara Plensat. LITERA, 1974; Random House Audio/LITERA Junior, 2006, 60 Min. ISBN 978-3-8371-7074-0
- CD Der kleine Muck – Die Prinzessin und der Schweinehirt. Sprecher Jens Thelen. Power station, Korschenbroich 2006, 50 Min. ISBN 3-938906-20-0